# Expresul Polar (joc video)
Expresul Polar este un joc video de acțiune și aventură lansat în 2004 de Blue Tongue Entertainment. Jocul este bazat pe filmul de animație "The Polar Express," care la rândul său este inspirat din cartea pentru copii cu același nume, scrisă de Chris Van Allsburg. Jocul a fost disponibil pentru mai multe platforme, inclusiv PlayStation 2, GameCube, Game Boy Advance și PC.

## Descriere generală
Expresul Polar urmărește aventurile unui băiat care călătorește la Polul Nord la bordul unui tren magic, cunoscut sub numele de Expresul Polar. Jocul combină elemente de platforming, puzzle-uri și mini-jocuri pentru a recrea atmosfera magică și aventurile prezentate în film și carte.

## Dezvoltare și lansare
Blue Tongue Entertainment, o companie australiană de dezvoltare de jocuri video, a fost responsabilă pentru crearea jocului. Jocul a fost publicat de THQ și a fost lansat în noiembrie 2004, pentru a coincide cu premiera filmului.

## Gameplay
Jocul este structurat în mai multe niveluri, fiecare reprezentând diferite secvențe și locații inspirate din film.

### Elemente de joc:
- Platforming: Jucătorii trebuie să navigheze prin diverse medii, să sară peste obstacole și să evite pericolele.
- Puzzle-uri: Există numeroase puzzle-uri de rezolvat, care implică adesea interacțiunea cu obiecte din mediul înconjurător pentru a progresa.
- Mini-jocuri: Diverse mini-jocuri sunt incluse pentru a diversifica gameplay-ul, precum patinajul pe gheață și jonglarea cu bile de zăpadă.
- Colecționabile: Pe parcursul jocului, jucătorii pot colecta bilete și alte obiecte speciale care oferă bonusuri și avantaje suplimentare.

## Grafică și sunet
Grafică jocului Expresul Polar este inspirată direct din stilul artistic al filmului, oferind o atmosferă captivantă și detalii vizuale care reflectă lumea magică a Polului Nord. Jocul folosește multe dintre melodiile și efectele sonore din film, contribuind astfel la crearea unei experiențe imersive pentru jucători.

## Recepție și critici
La lansare, Expresul Polar a primit recenzii mixte din partea criticilor și jucătorilor. Mulți au lăudat fidelitatea față de materialul sursă și atmosfera magică recreată în joc. Totuși, jocul a fost criticat pentru gameplay-ul considerat simplist și pentru lipsa unei provocări reale. Grafica a fost, de asemenea, un punct de discuție, unii considerând-o impresionantă pentru timpul respectiv, în timp ce alții au remarcat limitările tehnice.

### Exemple de recenzii:
- IGN: „Expresul Polar aduce magia filmului într-o formă interactivă, dar jocul suferă de o dificultate prea scăzută care ar putea să nu capteze atenția jucătorilor mai experimentați.”
- GameSpot: „Este un joc perfect pentru fanii filmului și pentru copii, dar jucătorii care caută o provocare ar putea fi dezamăgiți.”

## Impact și moștenire
Deși Expresul Polar nu a devenit un titlu de referință în industria jocurilor video, el a reușit să capteze atenția publicului tânăr și a fanilor filmului. În anii ce au urmat, jocul a fost adesea rememorat pentru atmosfera sa unică și pentru felul în care a adus povestea îndrăgită a Expresului Polar într-o formă interactivă.
Expresul Polar rămâne un exemplu interesant de adaptare a unui film de succes într-un joc video. Deși nu a fost revoluționar în termeni de gameplay sau grafică, a reușit să ofere o experiență magică și captivantă, fidelă spiritului materialului original. Pentru mulți, jocul reprezintă o călătorie nostalgică în lumea fermecată a Polului Nord și a Crăciunului.

## Legături externe
- The Polar Express la MobyGames